# Pompeo Mariani
Pompeo Mariani  (né à Monza, 9 septembre 1857 - mort à Bordighera, 25 janvier 1927) est un peintre italien de la fin du XIXe et des premières décennies du XXe siècle.

## Biographie
Peintre de vedute, de portraits, de scènes équestres, de scènes de vie mondaines, Pompeo Mariani fut un élève de Eleuterio Pagliano (1878).
Pompeo Mariani est le neveu du peintre Mosè Bianchi.

## Œuvres
- Parc de Monza, (1888) ;
- Portrait de vieille dame (1888) ;

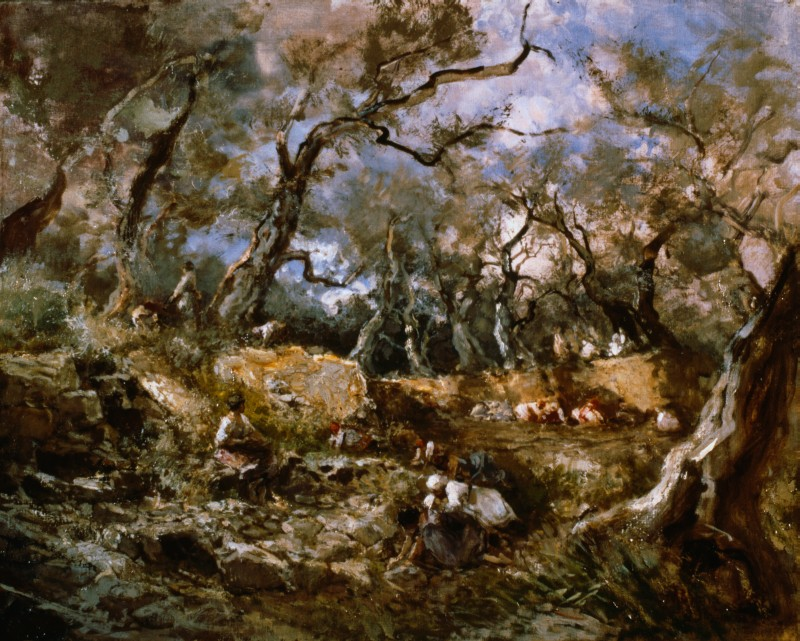
La récolte des olives à Bordighera.

- Le Roi Humbert Ier d'Italie passant en revue l'escadre française commandée par l'amiral Rieunier, en rade de Gênes, le 9 septembre 1892, à l'occasion des fêtes données en l'honneur de Christophe Colomb (musée du Château de Versailles et de Trianon)
- Orage sur la rizière (1896) ;
- Parc royal de Monza au Salon de Bruxelles de 1897[1] ;
- Lac de Côme au Salon de Bruxelles de 1897[1] ;
- Impression du vrai au Salon de Bruxelles de 1897[1] ;
- Portrait de Mosè Bianchi (vers 1900) ;
- Autoportrait (1912) ;
- Portrait d'Humbert Ier d'Italie (1889) ;
- Au Diana (1918) ;
- Vue du port de Gênes (1880) ;
- Le Jardin Cova de Milan (1908).

## Sources
- (it) Cet article est partiellement ou en totalité issu de l’article de Wikipédia en italien intitulé « Pompeo Mariani » (voir la liste des auteurs).